# 쇼와 2년도 함정 보충 계획
쇼와 2년도 함정 보충 계획(일본어: 昭和2年度艦艇補充計画)은 일본 제국 해군의 군비 계획으로, 1927년 (쇼와 2년)도부터 5개년에 걸쳐 함정 27척을 건조하였다. 다카오급 중순양함, 항공모함 류조 등이 이 계획으로 건조되었다.
1926년 (다이쇼 15년, 쇼와 원년)에 예산 성립된 함정에 대해 서술한다.

## 개요
워싱턴 군축 조약 후 성립한 다이쇼 12년도 함정 보충 계획에서는 필요 병력 중 60% 정도의 보조 함정 밖에 정비할 수 없었고 그 후 노후함의 폐함도 예정되어 있었기 때문에 전력이 떨어질 수 밖에 없는 상황이었다. 이로 인해 1924년 (다이쇼 13년) 항공모함 1척, 순양함 12척, 구축함 36척 및 그 외의 총 115척의 보조 함정 건조 계획을 세우게 되었다. 그러나 이를 실행하기 위해서는 약 9억 엔의 예산이 필요했기 때문에 거의 불가능한 계획이어서 노후함의 대체 군함 만으로 43척, 약 3억 2,500만 엔의 예산을 요구했으나 성립되지 못했다. 다음 해 계획을 37척으로 축소하여 예산을 요청했으나 1926년에 4척의 구축함만이 허가 받을 수 있었고 남은 33척은 새로이 협의하여 그 중 27척의 예산이 1927년 (쇼와 2년)에 성립하였다.

## 계획의 추이
- 1924년 (다이쇼 13년) 2월 군령부 요구

1925년 (다이쇼 14년)도부터 6년에 걸쳐 115척의 건조 계획.
- 1924년 9월의 예산안

1926년 (다이쇼 15년, 쇼와 원년)도부터 5년에 걸쳐 노후함의 대체 군함으로 43척의 건조 계획.
- 1925년 10월의 예산안

1926년도부터 5년에 걸쳐 노후함의 대체 군함으로 37척의 건조 계획.
- 1926년 3월의 제 51제국회의

1926년도부터 2년에 걸쳐 구축함 4척을 건조할 예산이 통과되었다.
- 1926년 8월의 예산안

1927년 (쇼와 2년)도부터 4년에 걸쳐 노후함의 대체 군함으로 33척의 건조 계획.
- 1927년 3월의 제 52제국회의

1927년도부터 5년에 걸쳐 함정 27척을 건조할 예산이 통과되었다.
내역
| 함정          | 함정    | 계획안    | 계획안     | 계획안      | 예산 성립 | 예산 성립 | 비고                                                                                  |
| 함종          | 배수량  | 당시 계획 | 1924년 9월 | 1925년 10월 | 1926년도  | 1927년도  | 비고                                                                                  |
| ------------- | ------- | --------- | ---------- | ----------- | --------- | --------- | ------------------------------------------------------------------------------------- |
| 항공모함      | 27,000t | 1         |            |             |           |           |                                                                                       |
| 항공보급함※   | 10,000t | 3         | 2          | 1           |           | 1         | 1925년 10월 요청으로 건조한 8,000t급 수상기모함이다. 이후 항공모함 류조로 완성하였다. |
| 정찰순양함    | 10,000t | 12        | 4          | 4           |           | 4         | 다카오급                                                                              |
| 구축함        | 1,900t  | 36        | 22         | 20          | 4         | 15        | 1925년 10월 요청으로 건조한 1,700t급 (후부키급)                                       |
| 잠수함 (순양) | 2,000t  | 8         | 10         | 1           |           | 1         | 순잠1급 카이                                                                          |
| 잠수함 (고속) | 1,500t  | 14        | 10         | 4           |           | 3         | 해대5급                                                                               |
| 잠수함 (기뢰) | 2,500t  | 2         | 10         |             |           |           |                                                                                       |
| 잠수함 (보급) | 3,500t  | 4         | 10         |             |           |           |                                                                                       |
| 기설함        | 5,000t  | 4         | 4          | 2           |           |           |                                                                                       |
| 기설함        | 1,200t  | 12        |            | (2)         |           | 1         | 1927년도 5,000t급으로 변경해서 요청하였다. 이후 '야에야마'로 완성하였다.              |
| 급설망함      | 5,000t  | 1         |            |             |           |           |                                                                                       |
| 기준망정      | 500t    | 4         |            |             |           |           |                                                                                       |
| 포획망함      | 500t    | 6         |            |             |           |           |                                                                                       |
| 포함 (대형)   | 1,000t  | 1         |            | 1           |           |           |                                                                                       |
| 포함 (중형)   | 820t    | 1         |            | (1)         |           |           | 1927년도 1,000t급으로 변경해서 요청하였다.                                            |
| 포함 (소형)   | 340t    | 4         |            | 2           |           | 2         | 아타미급                                                                              |
| 공작함        | 20,000t | 1         |            | 1           |           |           | 1925년 10월 요청은 10,000t급                                                          |
| 급유함        | 15,400t | 2         | 1          | 1           |           |           |                                                                                       |
| 급병함        | 15,000t | 1         |            |             |           |           |                                                                                       |
| 계            | 계      | 115       | 43         | 37          | 4         | 27        |                                                                                       |

※ 군축 조약 제한 밖인 10,000t 이하의 항공모함을 항공 보급함으로 칭하여 정비할 계획이었다. 그러나 이후 런던 군축 회의에서 10,000t 이하의 함정에도 제한이 걸리면서 의미가 없어졌다.

## 함정 건조

### 1926년도
1926년부터 2년에 걸쳐 구축함 4척의 건조가 승인되었다. 총 예산은 26,110,400엔.
- 후부키급 구축함 (I형) 4척 : 6,527,600엔 x4

제 40호 구축함 (시노노메), 제 41호 구축함 (우스구모), 제 42호 구축함 (시라쿠모), 제 43호 구축함 (이소나미)

### 1927년도
1927년도부터 1931년도까지 5개년 계획으로 27척을 건조하였다. 총 예산은 16,310,040엔.
- 수상기모함 : 1척 (8,000t급) ※ 이후 항공모함으로 계획 변경.

- 류조

- 정찰순양함 : 4척 (10,000t급)

- 다카오급

다카오, 아타고, 마야, 조카이
- 구축함 : 15척 (1,900t급)

- 후부키급 구축함 (I형 카이, II형, III형)

제 44호 구축함 (우라나미), 제 45호 구축함 (아야나미), 시키나미, 아사기리, 유기리, 아마기리, 사기리, 오보로, 아케보노, 사자나미, 우시오, 아카쓰키, 히비키, 이카즈치, 이나즈마
- 잠수함 (순양) : 1척 (2,500t급)

- 이1급 카이 (순잠1급 카이) : 이5

- 잠수함 (고속) : 3척 (1,630t급)

- 이65급 (해대5급)

이65, 이66, 이67
- 기설함 : 1척 (1,200t급)

- 야에야마

- 포함 (소형) : 2척 (250t급)

- 아타미급

아타미, 후타미

### 이후
앞으로 함정 건조가 증가할 것이 예상되었기 때문에 건조 예산 중 652,468엔을 1929년 (쇼와 4년)부터 1931년 (쇼와 6년)까지 3년 동안 설계 쪽의 증원과 임시 잠수함부 설립의 예산으로 변경되었다.

## 항공대
당시 초안으로는 1926년도부터 5년 동안 육상 항공대 11개 대 증가 등 요구되었다. 계획은 아래와 같다.
- 육상 부대 증가

- 비행정 부대 : 1개 대
- 수상정찰 부대 : 3.5개 대
- 수상공격 부대 : 3.5개 대
- 육상기 (전투)부대 : 3개 대
- 기구 부대 : 1개 대

- 수상 부대 : 함재기, 수상정찰기 등 96기

## 참고
1. ↑  戦史叢書 軍戦備<1>』p343. 단 자세한 건 불명확하고 금액이 너무 적어 오식의 가능성이 있다.

- 防衛庁防衛研修所戦史室『戦史叢書 海軍軍戦備<1> 昭和十六年十一月まで』朝雲新聞社、1969年